# Диалекты японского языка

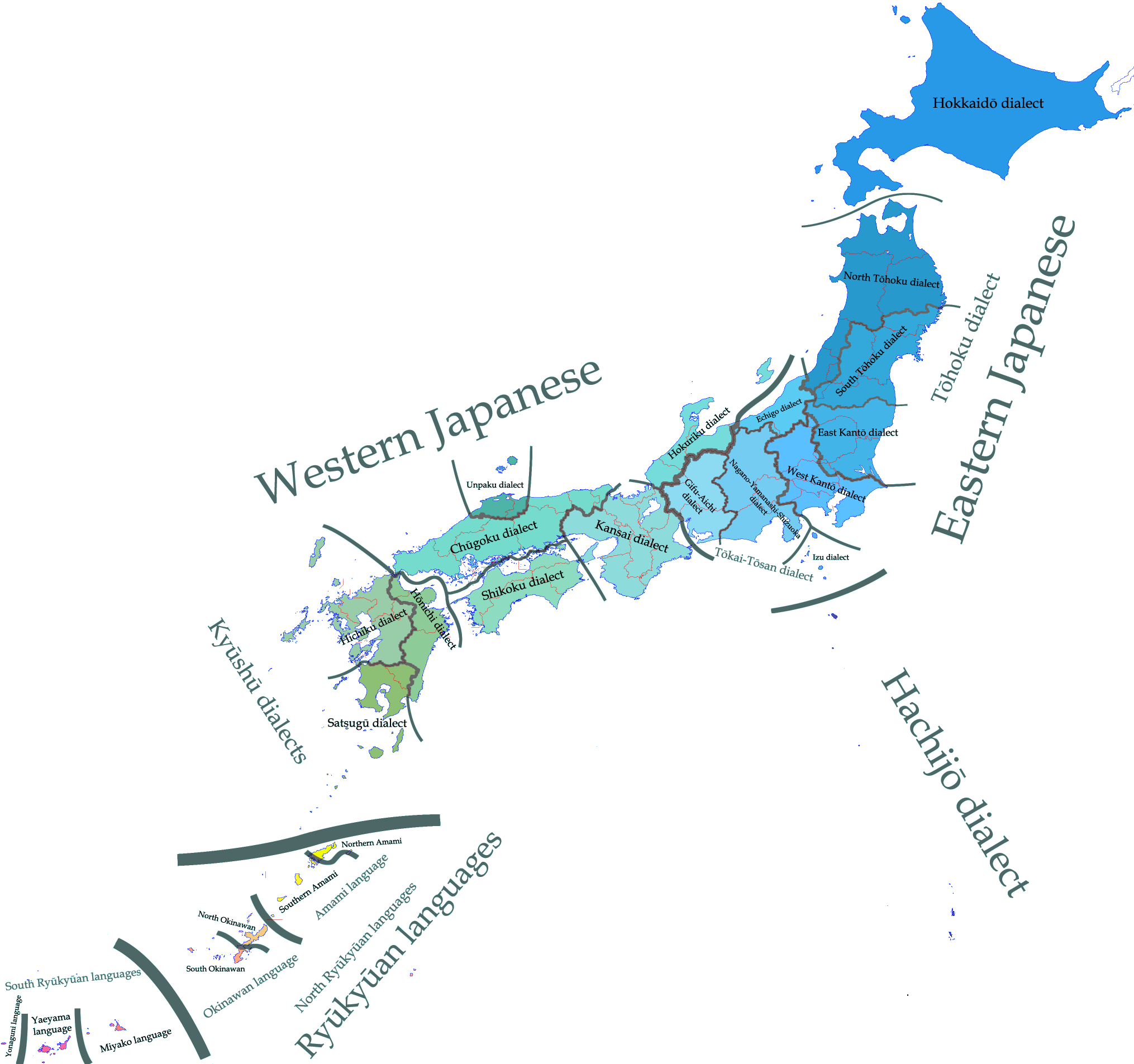
Карта распространения диалектов японского языка

Диалекты японского языка (方言 хо: гэн) — обширная группа говоров, распространённых в Японии. Литературный японский называется хёдзюнго (標準語, букв. «стандартный язык»), или кёцуго (共通語, «обычный язык»). Хотя изначально литературный японский язык был основан на диалекте Токио, с тех пор токийский диалект сильно изменился и токийцы стали говорить совсем по-другому. Диалект называется -бэн (弁, 辯, например, о: сака-бэн — осакский диалект) или -котоба (言葉, ことば, например, кё:-котоба — диалект Киото).
Некоторые правила произношения характерны для всех диалектов японского. Точно так же, как многие носители русского говорят «здрасьте» вместо «здравствуйте», в японском есть несколько способов уменьшить официальность речи. Конечные -ай или -ой переходят в -э (дэкинай — дэкинэ, сугой — сугээ); это обычно для всех слов, кончающихся на -най. Также часто встречается ассимиляция «р»: вакаранай — ваканнай или ваканнэ, если применить и предыдущее правило.

## Восточная Япония

### Диалект Тохоку
Этот диалект (東北弁 то: хоку-бэн) используется в одноимённом северо-восточном районе острова Хонсю. На севере отличия от литературного японского настолько велики, что фильмы, снятые в Тохоку, в остальной Японии иногда идут в прокате с субтитрами. Некоторые южане считают тохоку-бэн языком лентяев из-за медленного произношения.
Заметная особенность этого диалекта в том, что передние гласные (и, у) нейтрализуются, так что слова суси (суши), сусу (пепел) и сиси (лев) считаются там омофонами — одинаково звучащими словами. Другие гласные также часто подвергаются редукции, поэтому диалект Тохоку иногда оскорбительно называют «дзу: дзу:-бэн».
В дополнение, все глухие взрывные согласные (п, т, к) озвончаются. Слово като — дрессированный кролик — превращается в устах жителя Тохоку в кадо. И хотя происходит упоминавшаяся нейтрализация гласных, это не ведёт к образованию новых омофонов. Все звонкие взрывные становятся полуносовыми. Слово угол — кадо произносится приблизительно как кандо. Это очень хорошо слышно в случае со звуком г, который становится очень похож на английский звук «ng» в словах «sing», «thing», где сам взрыв уже почти неразличим.

### Типытохоку-бэнпо географическому признаку
- северный тохоку:
  - цугару — диалект западной части префектуры Аомори,
  - намбу — диалект восточной части префектуры Аомори и северной части префектуры Иватэ,
  - диалект полуострова Симокита,
  - диалекты префектуры Иватэ (северный и южный):
    - диалект города Мориока (префектура Иватэ);

  - диалект префектуры Акита,
  - диалект бывшего района Сё: най (а также северо-западной части префектуры Ямагата);
- южный тохоку:
  - сэндай (префектура Мияги):
    - кэсэн — юго-восточной части провинции Иватэ;

  - диалект Ямагаты или Мураяма (центр префектуры Ямагата),
  - ёнэдзава или Окитама — диалект юга префектуры Ямагата,
  - диалект Могами или Синдзё (северо-восток префектуры Ямагата),
  - фукусима (центральная часть префектуры Фукусима),
  - айдзу (западная часть префектуры Фукусима).

### ДиалектХоккайдо
Жители Хоккайдо — относительно недавние (в историческом смысле) переселенцы из разных регионов Японии. Это накладывает определённый отпечаток на местный говор — 北海道弁 хоккайдо-бэн. Наиболее заметное влияние на него оказал диалект Тохоку, что неудивительно: Хоккайдо находится довольно близко к Хонсю. Отличия этого диалекта: меньшая гендерная разница, большое количество диалектных слов, а также несколько заменителей слова дэс(у) (です). Носители диалекта часто употребляют сокращения, что не редкость и в других провинциальных районах Японии. Кроме того, этот говор не очень отличается от литературного японского, и большинство носителей могут переходить с одного варианта на другой.

## Диалект Канто
関東弁, или канто:-бэн имеет некоторые отличия, присущие диалекту Тохоку, такие как оканчивание предложений на -бэ (～べ) и -мбэ (～んべ). Восточный канто: совершенно идентичен тохоку. Сейчас пригородных диалектов становится всё меньше и меньше, так как стандартный японский зародился недалеко отсюда.

### Типы канто:-бэн
- западный Канто:,
- диалект Токио:
  - яманотэ (диалект старой интеллигенции),
  - ситамати (вариант диалекта Эдо — диалект старого рабочего класса);
- тама (западный Токио),
- сайтама (префектура Сайтама):
  - титибу (префектура Сайтама, недалеко от Титибу);
- гумма (вариант Дзёсю-бэн — префектура Гумма),
- канагава (одноимённая префектура),
- босю (юг префектуры Тиба),
- восточный канто,
- ибараки (одноимённая префектура),
- тотиги (одноимённая префектура),
- тиба (префектура Тиба).

#### Отличия диалекта Ибараки (茨城弁)
- - дакутэн, озвончение слога, например, в бёки (病気 болезнь) дакутэн превращает слово в бёги;
  - смешивание звуков и и э, в результате чего иро эмпицу (色鉛筆 цветной карандаш) превращается в эро импицу;
  - окончание предложений на -ппэ, -бэ и -хэ, что происходит от старояпонского;
  - тоновые различия — в отличие от литературного японского, утверждение в диалекте Ибараки интонационно повышается, а вопрос — понижается.

### Токай-тосанские диалекты
Диалекты токай-тосан подразделяются на три группы: Нагано-Яманаси-Сидзуока, Этиго и Гифу-Аити.

#### Нагано-Яманаси-Сидзуока
- нагано-бэн или синсю:-бэн (префектура Нагано):
  - окусин (север префектуры Нагано),
  - диалект хокусин (распространён южнее, чем окусин-бэн),
  - диалект тосин (восток префектуры),
  - диалект тюсин (центральная часть префектуры),
  - нансин (юг префектуры).
- идзу (полуостров Идзу — восточная часть префектуры Сидзуока),
- сидзуока (одноимённая префектура),
- диалект энсю (западная часть префектуры Сидзуока),
- диалект префектуры Яманаси.

#### Этиго
- диалект города Ниигата,
- нагаока-бэн (центр префектуры Ниигата),
- дзёэцу-бэн (западная часть префектуры Ниигата),
- омма-бэн (юг префектуры).

#### Гифу-Аити
- мино (юг префектуры Гифу),
- хида (север префектуры),
- овари (запад префектуры Айти):
  - тита (район одноимённого города),
  - нагоя (вокруг города Нагоя);
- микава (восток префектуры Айти):
  - западный микава,
  - восточный микава.

## Западная Япония
Западные диалекты японского языка обладают некоторыми характерными особенностями, которые присущи не всем, но многим из них от Кинки до Кюсю, и даже Окинавы. Это, например, использование ору (おる) вместо иру (いる), дзя (じゃ) или я (や) вместо да (だ), и образование отрицания с помощью -н (～ん), как в икан (行かん «не пойду») вместо литературного -най (～ない) — иканай (行かない). Чаще всего эти особенности происходят из старояпонского.

### Диалекты Хокурику
- кага (юг префектуры Исикава, ранее называвшийся провинцией Кага):
  - канадзава, около города Канадзава;
- ното (север префектуры Исикава, ранее носивший название Ното),
- тояма или этю (префектура Тояма),
- фукуи (север префектуры Фукуи),
- садо (одноимённый остров).

### Кинки илиКансайский диалект
- Кинки используется в регионе Кансай. Если попытаться дать общую характеристику, то диалект Осаки окажется более «цветистым», диалект Киото — «плавным», а диалект Кобэ — «мелодичным». Кинки включает в себя:
- киотоский диалект:
  - госё (старокиотский),
  - муромати (старый диалект киотоских торговцев),
  - гион (диалект гейш Гиона);
- о: сака:
  - сэмба (старый диалект осакских торговцев),
  - кавати (восточный район Осаки),
  - сэнсю (юг префектуры Осака);
- кобэ (диалект города Кобэ),
- нара или ямато (города Нара):
  - оку-ёсино или тодзукава (юг префектуры Нара);
- тамба (центр префектуры Нара и восток префектуры Хёго):
  - майдзуру (город Майдзуру в префектуре Киото);
- бансю: (юго-запад префектуры Хёго),
- сига или о: ми (префектура Сига),
- вакаяма или кисю: (префектура Вакаяма и юг префектуры Миэ),
- миэ:
  - исэ (центральная часть префектуры Миэ),
  - сима (восток префектуры Миэ),
  - ига (запад префектуры);
- вакаса (юг префектуры Фукуи).

### ДиалектыТюгоку
- хиросима (запад префектуры Хиросима),
- бинго (восток префектуры Хиросима):
  - фукуяма;
- окаяма,
- ямагути,
- ивами (запад префектуры Симане),
- тоттори (восток префектуры Тоттори),
- тадзима (север префектуры Хёго),
- танго (наиболее северная часть префектуры Киото).

Говор префектуры Хиросима очень легко отличить от других диалектов. Особенности этого диалекта — дзя (じゃ) вместо да (だ), но (の) вместо нэ (ね), и, как и на Кюсю, кэн (けん) вместо кара (から). В итоге, дзякэнно (じゃけんの), часто используемое в конце предложений вместо да, не имеет ничего общего со словом дзякэн (яп. 邪険 じゃけん, бессердечный), а является диалектной формой слова дакара (яп. だから, потому что).
Ямагути содержит больше дифтонгов и чаще использует звук ть. Окончание -тёру (～ちょる) часто используется вместо -тэ иру (～ている) и -тя (～ちゃ) вместо да.
Хотя кансайские диалекты используют я (や) в качестве просторечной связки, группа диалектов Тюгоку использует дзя (じゃ) или да (だ). В тюгоку, как и в диалектах «умпаку», на Кюсю и Сикоку, вместо кара (яп. から, «потому что») используется кэн (けん) или кээ (けえ). Кроме этого, в тю: гоку для описания длящегося действия используется ёру (よる), а в совершенном виде — тору (とる)　или тёру (ちょる). Например, таро: ва бэнкё си ёру (太郎は勉強しよる) означает «Таро занимается», а таро: ва бэнкё си тёру (太郎は勉強しちょる) — «Таро занимался». Общеяпонский вариант — таро: ва бэнкё си тэ иру (太郎は勉強している) в обоих случаях. Тёру (ちょる) больше используется в диалекте ямагути.

### Умпаку
«Умпаку» означает «Идзумо (восток Симанэ) и Хоки (запад Тоттори)»:
- идзумо,
- ёнаго или хоки.

Идзумо очень специфичен и сильно отличается и от южного говора Ивами и от диалекта Тоттори. Идзумо — один из диалектов «дзу-дзу-бэн». Характерные выражения —  (яп. だんだん дандан, спасибо),  (яп. ちょんぼし тёмбоси) вместо  (яп. すこし сукоси, немного, чуть-чуть) и  (яп. 晩じまして бандзимаситэ) в качестве полуденного приветствия. Так же как и в Хиросиме, けん (кэн) заменяет から (кара), даже в разговоре молодёжи. Госу ごす используется вместо курэру くれる , а おる (ору) говорят не только в вежливой форме (это часто встречается по всей западной Японии).

### Диалект Сикоку
- токусима или ава,
- кагава или сануки,
- коти или тоса:
  - хата (запад Коти);
- иё или эхимэ.

#### Диалект Иё
Диалект Иё очень древний, и имеет значительные отличия от литературного японского языка:
- - я (や) вместо да (だ)
  - кэн (けん) вместо кара (から)
  - якэн (やけん) вместо дакара (だから)
  - ору (おる) вместо  (яп. いる иру, «жить, существовать»)

Это приводит к двум разным спряжениям глагола длинной формы (～ている -тэ иру):
тору (～とる) вместо тэ ору, и редуцированная форма глагола + ёру (～よる) — нечёткого варианта ору. Пример: «Что ты делаешь?» (яп. 何してるの？ нани ситэру но?) превращается либо в нани ситору но? (яп. 何しとるの？), либо в нани сиёру но? (яп. 何しよるの？)
- - н (ん) вместо но (の) в конце предложений

Пример: второй вариант «Что ты делаешь?» нани сиёру но? часто становится нани сиён (何しよん？) или нани сён? (何しょん？)
- - я и вай (わい) могут быть усилительными частицами в конце предложения, как ё (よ)
  - отрицательные формы вида «не могу (…)» иногда выражаются как ё + отрицательная форма глагола (ё первоначально было ёку 良く, то есть отрицание буквально значит «не совсем (…)»

Пример: «не могу сделать» (яп. できない дэкинай) превращается в ё сэн (ようせん), «не могу идти, не пойду» (яп. 行けない икэнай) — в ё икан (よう行かん)
- - старики говорят когай (こがい), согай (そがい) и догай (どがい) вместо конна こんな, сонна そんな, донна どんな («этот», «тот» и «какой») в литературном японском).
  - дзонамоси (ぞなもし) в качестве оканчивающей предложение частицы стало самым узнаваемым отличием Иё, благодаря использованию в новелле Нацумэ Сосэки «Боттян», но сегодня совершенно устарело.

## Кюсю

### Хонити
Хонити — это Будзэн (запад Фукуоки и север Оиты), Бунго (юг Оиты) и Хюга (Миядзаки).
- китакюсю,
- о: ита,
- миядзаки.

Миядзаки наиболее характерен своей интонацией, которая очень отличается от литературного японского, иногда она бывает инвертированной. Миядзаки использует и другие особенности диалектов Кюсю: в вопросах вместо частицы か (ка) житель Кюсю поставит と (то).

### Хитику
Хитику означает «Хидзэн (Сага и Нагасаки), Хиго (Кумамото), Тикудзэн (восточная Фукуока) и Тикуго (южная Фукуока)»:
- хаката (город Фукуока),
- тикуго (южная Фукуока):
  - омута,
  - Янагава;
- тикухо (центральная Фукуока),
- сага,
- нагасаки:
  - сасэбо;
- кумамото,
- хита (запад Оиты).

Диалект хаката известен, кроме прочего, использованием -то для вопросительного предложения. Например, вопрос «Что ты делаешь?» на литературном японском — «何してるの?» — Нани ситэру но? на хаката будет звучать как Нан ба сётто? или Нан сётото? В Фукуоке хаката широко используется, например, в телевизионных интервью, когда ожидается услышать прошлый стандарт произношения. Многие прочие диалекты Кюсю похожи на хаката, однако тут есть исключение. Диалект кагосима стоит в этом ряду особняком.
Цусима-бэн — говор, используемый в подпрефектуре Цусима префектуры Нагасаки. Из-за близости этих мест к Корее, цусима заимствовал много корейских слов. Диалект Цусимы может показаться просторечным по сравнению с литературным японским, но другие носители диалектов Кюсю его понимают.
Следует учесть, что из-за особенностей применяемой в Википедии для транскрипции японского системы Поливанова сходство цусимских слов с корейскими может показаться неочевидным. В скобках дана транскрипция, более подходящая для сравнения с корейскими словами.
| Цусимский диалект                                       | Корейский источник            | Литературный японский | Перевод                                                                          |
| ------------------------------------------------------- | ----------------------------- | --------------------- | -------------------------------------------------------------------------------- |
| ヤンバン «ямбан»                                        | 양반(兩班) «янъбан»           | 金持ち «канэмоти»     | Богач (обратите внимание на то, что в корейском янбан — привилегированный класс) |
| チング, チングィ «тингу» («чингу»), «тингуй» («чингуй») | 친구(親旧) «чхингу»           | 友達 «томодати»       | Друг                                                                             |
| トーマンカッタ «то: манкатта»                           | 도망(逃亡)갔다 «томанъ катта» | 夜逃げ «ёнигэ»        | Ночное бегство (или избегание выполнения долга)                                  |
| ハンガチ «хангати» («хангачи»)                          | 한가지 «хангаджи»             | ひとつ «хитоцу»       | Один (предмет)                                                                   |
| チョコマン «тёкоман» («чокоман»)                        | 조그만 «чогыман»              | 小さい «тиисай»       | Маленький                                                                        |
| バッチ «батти» («батчи»)                                | 바지 «паджи»                  | ズボン «дзубон»       | Штаны                                                                            |

### Сацугу
«Сацугу» — это «Сацума (запад Кагосимы) и Осуми (восток Кагосимы)»
Диалекты Сацугу:
- сацума-бэн,
- осуми-бэн,
- морогата (юго-западная часть Миядзаки).

Сацума-бэн часто считается диалектом необразованных, из-за больших отличий в спряжении глаголов и в используемом словаре. Говорят, диалект Кагосимы помогал скрывать разговоры от шпионов в эпоху Эдо. Тогда Кагосима была местом проживания многих влиятельных людей.

### Рюкю
Лингвисты не имеют общего мнения по поводу того, является ли речь на островах Рюкю и на островах префектуры Кагосима диалектом японского, или же это отдельный язык японской семьи (или же группа языков). Ситуацию осложняет то, что существует и окинавский диалект японского, испытавший влияние языка архипелага Рюкю. В качестве примера можно привести дэйдзи (вместо тайхэн, «ужас!», «ужасно») и хайсай вместо «коннитива».
Островные диалекты (языки) включают:
- амамийский язык;
- миякоское наречие;
- окинавский язык;
- кунигамское наречие (северно-окинавское);
- яэямское наречие;
- ёнагуни.

Между произношением на архипелаге и в остальной Японии существуют регулярные связи.
| Литературный японский | Рюкюский язык (диалект) |
| --------------------- | ----------------------- |
| え /e/                | い /i/                  |
| お /o/                | う /u/                  |
| あい /ai/, あえ /ae/  | えー /e:/               |
| あう /au/, あお /ao/  | おー /o:/               |

В качестве иллюстрации приведён диалект острова Сюри:
- 雨 (あめ, амэ) → アミ, ами;
- 船 (ふね, фунэ) → フニ, фуни;
- 心 (こころ, кокоро) → ククル, кукуру;
- 夜 (よる, ёру) → ユル, юру;
- 兄弟 (きょうだい, кё: дай) → キョーデー, кё: дэ:;
- 帰る (かえる, каэру) → ケーユン, кэ: юн (или ケーイン, кэ: ин);
- 青い (あおい, аой) → オーサン, о: сан.

В диалектах Окинавы сохранилось множество устаревших японских слов и архаичная грамматика. Например, H литературного японского произносится как φ или p. Так в период Муромати говорили в Наре и Киото.
| Литературный японский | Диалекты мияко и яэяма |
| --------------------- | ---------------------- |
| は /ha/               | ぱ /pa/                |
| ひ /hi/               | ぴ /pi/, ぴぅ /pï/     |
| ふ /fu/               | ぷ /pu/, ぴぅ /pï/     |
| へ /he/               | ぴ /pi/                |
| ほ /ho/               | ぷ /pu/                |

Согласные звуки тоже претерпевают изменения.
- Звук /k/ превращается в /ch/ (например, 息, ики становится イチ, ити или ичи).
- Звуки /g/, /t/, /d/ произносятся соответственно как /z/, /ch/, /zj/, (宜野湾, гинован превращается в дзи: но: н).

| Литературный японский  | Рюкюские языки (диалекты) |
| ---------------------- | ------------------------- |
| き /ki/                | ち /chi/                  |
| いか /ika/, いた /ita/ | いちゃ /icha/             |
| ぎ /gi/                | じ /zji/                  |
| いが /iga/, いだ /ida/ | いじゃ /izja/             |

Слог ри произносится /i/. Слоги рэ и ри произносятся так же, как и в литературном языке, когда после них идёт звук /i/.
| Литературный японский | Рюкюские языки (диалекты) |
| --------------------- | ------------------------- |
| り /ri/               | い /i/                    |
| いり /iri/            | いり /iri/                |

Звук в между двумя а не произносится (泡盛, авамори, становится アームイ, а: муй).
| Литературный японский | Рюкюские языки (диалекты) |
| --------------------- | ------------------------- |
| あわ /awa/            | あー /a:/                 |

Соответственно, «Окинава» произносится ウチナー "утина: ".